# Pursaklar
Pursaklar là một huyện thuộc tỉnh Ankara, Thổ Nhĩ Kỳ., mật độ 16 người/km².